# Коршунов, Павел Кузьмич
Па́вел Кузьми́ч Ко́ршунов (1918—1973) — старший сержант Советской Армии, участник Великой Отечественной войны, Герой Советского Союза (1943).

## Биография
Павел Коршунов родился 24 декабря 1918 года в селе Змеиногорск (ныне — город в Алтайском крае). После окончания девяти классов школы работал на обогатительной фабрике. В 1938—1939 годах служил в Рабоче-крестьянской Красной Армии, окончил школу младших командиров. Демобилизовавшись, окончил два курса Томского горного техникума. В 1941 году Коршунов повторно был призван в армию. С октября того же года — на фронтах Великой Отечественной войны. Принимал участие в боях на Западном, Воронежском, 1-м Украинском и 1-м Белорусском фронтах. Участвовал в Курской битве и освобождении Украинской ССР.
К сентябрю 1943 года старший сержант Павел Коршунов командовал отделением 931-го стрелкового полка 240-й стрелковой дивизии 38-й армии Воронежского фронта. Отличился во время битвы за Днепр. В ночь с 29 на 30 сентября 1943 года Коршунов переправился через Днепр в районе села Лютеж и в составе своего взвода принял активное участие в отражении восьми вражеских контратак. 6 октября 1943 года получил ранение.
Указом Президиума Верховного Совета СССР от 13 ноября 1943 года за «мужество и героизм, проявленные при форсировании Днепра» старший сержант Павел Коршунов был удостоен высокого звания Героя Советского Союза с вручением ордена Ленина и медали «Золотая Звезда» за номером 6946.
В 1946 году Коршунов был демобилизован. Вернулся на родину. С 1948 года находился на различных партийных должностях, был председателем Змеиногорского райисполкома, затем Алтайского райисполкома. В 1953 году Коршунов окончил Алтайскую краевую партшколу. С 1957 года являлся первым секретарём Алтайского райкома КПСС. Избирался депутатом Верховного Совета РСФСР, делегатом XXII съезда КПСС. Погиб в автокатастрофе 31 мая 1973 года.
Был награждён двумя орденами Ленина, орденом Отечественной войны 2-й степени, двумя орденами Трудового Красного Знамени, орденом Красной Звезды, рядом медалей.
В честь Коршунова названа школа в селе Алтайское.